# Aegiridae
Aegiridae zijn een familie van weekdieren uit de klasse van de Gastropoda (slakken).

## Taxonomie
De volgende geslachten zijn bij de familie ingedeeld:
- Aegires Lovén, 1844
- Notodoris Bergh, 1875